# اریک د فلامینک
اریک د فلامینک (انگلیسی: Erik De Vlaeminck; ۲۳ مارس ۱۹۴۵ – ۴ دسامبر ۲۰۱۵) دوچرخه‌سوار اهل بلژیک بود.
وی در مسابقات کشوری و بین‌المللی در مجموع برندهٔ ۷ مدال طلا، ۱ مدال برنز شده‌است.